# マイケル・コリンズ (野球)
マイケル・ジョン・ドナルド・コリンズ（Michael John Donald Collins, 1984年7月18日 - ）は、オーストラリア連邦オーストラリア首都特別地域キャンベラ出身の元プロ野球選手（捕手）。右投右打。MLBのヒューストン・アストロズの捕手コーチを務める。

## 経歴
2001年にアナハイム・エンゼルス（現：ロサンゼルス・エンゼルス）と契約してプロ入り。
2006年はシーズン開幕前の3月に同年から開催された2006 ワールド・ベースボール・クラシック(WBC)のオーストラリア代表に選出された。
2007年オフの11月には「日豪親善 野球日本代表最終強化試合」のオーストラリア代表に選出された。
2009年はシーズン開幕前の3月に開催された第2回WBCのオーストラリア代表に選出された。
2010年オフに母国オーストラリアで行われているオーストラリアン・ベースボールリーグ(ABL)に参加しキャンベラ・キャバルリーでプレーした。
2011年オフもABLのキャンベラ・キャバルリーでプレーしたが、この年限りで引退した。
2012年オフからはABLのキャンベラ・キャバルリーで監督を務める事になった。このシーズンは、チームを優勝に導いた。
2013年は第3回WBCのオーストラリア代表コーチを務めた。オフの11月には2012年オフにキャバルリーが優勝したためアジアシリーズに出場した。ここでは、ABL勢初の優勝をも成し遂げた。また、前シーズン同様にキャンベラ・キャバルリーで監督を務めた。
2014年オフもABLのキャンベラ・キャバルリーで監督を務めた。
2015年2月13日にサンディエゴ・パドレス傘下のA+級レイクエルシノア・ストームで監督を務めるになった。
2018年にはヒューストン・アストロズのブルペン捕手を務めた。
2019年シーズンからはアストロズの捕手コーチを務める。

## 選手としての特徴
バッティングセンスに優れ、一塁手や三塁手として出場することも多かった。

## 詳細情報

### 背番号
- 84（2019年）
- 17（2020年 - ）

### 代表歴
- 2006 ワールド・ベースボール・クラシック・オーストラリア代表
- 2009 ワールド・ベースボール・クラシック・オーストラリア代表

### 代表でのコーチ歴
- 2013 ワールド・ベースボール・クラシック・オーストラリア代表